# 존 브래들리 (미국의 배우)
존 브래들리(John Bradley, 1960년 ~ )는 미국의 배우, 텔레비전 배우이다. 멜로즈 플레이스, SOS 해상 구조대, ER (드라마), 더 디스트릭트, CSI: 마이애미, 위기의 주부들 등의 TV 프로그램에 출연했다.